# Eva & Adam (film, 2021)
Eva & Adam är en svensk familjefilm från 2021. Filmen är regisserad av Caroline Cowan med manus skrivet av Johan Unenge och Måns Gahrton, som även har skrivit böckerna med karaktärerna som filmen är baserad på.
Filmen hade premiär i Sverige den 27 augusti 2021, utgiven av SF Studios.

## Handling
Filmen handlar om Adam som är ny i klassen, och Eva som precis har slutit en anti-killpakt med sin bästis Annika för att alla killar i klassen är så barnsliga. Men när de två möts i Ryska posten får de snabbt känna hur det känns att bli kär för första gången.

## Rollista (i urval)[2]
- Sonja Holm – Eva Strömdahl
- Olle Cardell – Adam Kieslowski
- Lukas Wetterberg – Alexander
- Stella Klintberg Marcimain – Annika
- Emil Algpeus – Torbjörn "Tobbe" Strömdahl
- Olle Einarsson – Max Strömdahl
- Melina Lindskog Pascalidou – Molly
- Liv Mjönes – Mia Kieslowski, Adams mamma
- Jonatan Rodriguez – Wojchiech Kieslowski, Adams pappa
- Björn Bengtsson – Markus Strömdahl, Evas pappa
- Rakel Wärmländer – Marianne Strömdahl, Evas mamma
- Lisa Henni – Annikas mamma
- Henrik Norlén – Alexanders pappa
- Shebly Niavarani – rektorn
- Ulla Skoog – gammal dam

## Produktion
Inspelningarna av filmen pågick i Göteborg under augusti och september 2020. Den var först planerad att ha premiär någon gång under våren 2021 men blev uppskjuten till slutet av sommaren.

## Mottagande
Eva & Adam sågs av 47 069 biobesökare i Sverige 2021 vilket gjorde det till den femte mest sedda svenska filmen på bio det året.